# Groupe Hersant Média
Die Groupe Hersant Média (GHM) ist ein französischer Medienkonzern. Das Unternehmen trägt diesen Namen seit Oktober 2006; zuvor firmierte es unter Groupe France Antilles.

## Die Unternehmensgruppe
Um dem französischen Gesetz gegen die Konzentration im Pressewesen, der so genannten loi Fillioud-Mauroy Genüge zu tun, wurde die vormalige Groupe Hersant 1985 in zwei Unternehmen geteilt. Die Groupe Hersant kontrollierte seinerzeit 38 % der nationalen französischen Presse und rund 20 % der regionalen Presse. Aus der Teilung gingen Socpresse und Groupe France Antilles hervor. Socpresse wurde im März 2004 zu 87 % von der Groupe Dassault übernommen und befindet sich inzwischen vollständig in deren Besitz, während die Groupe France Antilles im Besitz der Familie Hersant verblieb.
Philippe Hersant, Sohn des Unternehmensgründers Robert Hersant, ist der Aufsichtsratsvorsitzende. Frédéric Aurand ist Vorstandsvorsitzender. Wie sein Vater versucht auch Robert Hersant den Besitzstand des Unternehmens durch Akquisitionen zu mehren. Ebenso wie sein Vater verhält er sich öffentlichkeitsscheu und gibt in der Regel keine Interviews.
Der Umsatz der Gruppe betrug 618 Millionen Euro im Jahr 2004 und 683 Millionen Euro im Jahr 2006. Mit dem Erwerb der Zeitungen La Provence und des Nizzaer Nice-Matin im Jahr 2007 wuchs der Umsatz auf über 900 Millionen Euro.

## Portfolio

### Tagespresse in Übersee
- France Antilles, auf Guadeloupe und Martinique
- France-Guyane, in Französisch-Guayana
- La Dépêche de Tahiti und Les Nouvelles de Tahiti in Französisch-Polynesien
- Journal de l’Île de la Réunion, auf Réunion
- Les Nouvelles Calédoniennes, auf Neukaledonien

### Bezahlte Presseerzeugnisse in Frankreich
Die regionale Tagespresse ist der Bereich, in dem die Groupe Hersant ihre Anfänge hatte. Dazu gehören die Zeitungen Champagne-Ardennes, L’Union in Reims, L’Ardennais, La Picardie, L’Aisne Nouvelle, La Normandie, Paris-Normandie, Le Havre Libre und Le Havre Presse. Zu diesen Titeln, die alle im nördlichen Teil Frankreichs beheimatet sind, kamen am 13. August 2007 durch den Erwerb der Tageszeitungen der Groupe Lagardère eine Reihe südfranzösischer Zeitungen hinzu, darunter La Provence, Nice-Matin und dessen Ableger Var-Matin und Corse-Matin. Insgesamt umfasst das Portfolio 27 Titel (Stand Juli 2009).
Bis 2007 besaß die Gruppe ein Portfolio an regionalen Wochenzeitungen im Westen Frankreichs und in der Normandie. Dazu gehörten La Renaissance - Le Bessin, Les Nouvelles de Falaise, Le Pays d’Auge, L’Orne Combattante, La Voix - Le Bocage, La Dépêche (im Gebiet Evreux–Louviers–Verneuil-sur-Avre), Le Courrier de l’Eure, Le Journal d’Elbeuf und L’Action Républicaine. Dieses Portfolio wurde am 29. August 2007 an die Gruppe Publihebdos verkauft. Bei Hersant verblieben ist aus diesem Bereich nur die dreiwöchentlich erscheinende L’Aisne Nouvelle.

### Fernseh- und Radiosender
Die Gruppe ist alleinige Eigentümerin von Antennes locales, einem führenden Anbieter regionaler Fernsehprogramme. Dazu gehören Cap 24 im Raum Paris, téléGrenoble, Canal 32 in Troyes und CityzenTV in Caen. Diese Aktivitäten gehen zurück auf das Jahr 2004, als die Gruppe zunächst eine Beteiligung von 34 % an Antennes locales von deren Gründern Jacques Rosselin und Emmanuel des Moutis sowie von Pierre Bergé erwarb. Die Gruppe hält auch Kapitalbeteiligungen an TV8 Mont-Blanc und an Antilles Télévision.
Die Groupe Hersant Média unterhält acht Radiosender:
- Champagne FM in der Region Champagne-Ardennen
- Trace FM auf Martinique
- Trace FM auf Guadeloupe
- Nostalgie auf Guadeloupe
- Nostalgie auf Französisch-Guayana
- Nostalgie auf Réunion
- NRJ auf Neukaledonien
- NRJ in Französisch-Polynesien

### Anzeigenpresse
Im Mai 2003 erwarb France Antilles das Portfolio Comareg von Vivendi Universal.
Die 280 werbefinanzierten regionalen Gratiszeitungen werden seitdem unter dem Titel ParuVendu geführt.
Mit 377 Millionen Euro (2006) entfällt auf diesen Bereich ein erheblicher Teil des Gesamtumsatzes der Gruppe.